# HD 163772
HD 163772，又名BD+11 3299，SAO 103243、HR 6696，是一颗恒星，视星等为6.36，位于銀經36.89，銀緯16.93，其B1900.0坐标为赤經17h 52m 45.7s，赤緯+11° 16.93′ 24″。